# Zorzines albescens
Zorzines albescens är en fjärilsart som beskrevs av Inoue 1992. Zorzines albescens ingår i släktet Zorzines och familjen nattflyn. Inga underarter finns listade i Catalogue of Life.